# ريتشارد غولدبرغ
ريتشارد ستيف جولدبرج (من مواليد 9 نوفمبر 1945) هو مرتكب جريمة جنسية، وهو هارب تمت إضافته إلى قائمة الهاربين المطلوبين لدى مكتب التحقيقات الفيدرالي في 14 يونيو 2002. إن جولدبرج هو الهارب 474 الذي يتم إدراجه في القائمة. تم القبض عليه في مونتريال ، كندا ، في 12 مايو 2007 ، وحُكم عليه فيما بعد وحُكم عليه بالسجن لمدة 20 عامًا لحيازته مواد إباحية للأطفال.
في 10 ديسمبر 2007 ، أقر جولدبيرج بالذنب في المحكمة الفيدرالية بتهمة إنتاج مواد إباحية للأطفال، وحُكم عليه بالسجن لمدة 20 عامًا. في حكمه، قال قاضي محكمة الولايات المتحدة، جون والتر: «غولدبرغ هو شخص منزعج للغاية مع عدم وجود ندم يتجاوز الاعتقاد».